# Buhoma vauerocegae
Buhoma vauerocegae är en ormart som beskrevs av Tornier 1902. Buhoma vauerocegae ingår i släktet Buhoma och familjen snokar. Inga underarter finns listade.
Arten förekommer i olika bergstrakter i Tanzania. Honor lägger ägg. Den lever mellan 500 och 1100 meter över havet. Habitatet utgörs av skogar. Enligt uppskattningar undviker den odlingsmark. Exemplaren är dagaktiva och vistas på marken. De gömmer sig under trädens bark och andra föremål.
Beståndet hotas av skogsröjningar. IUCN listar arten som nära hotad (NT).